# (464510) 2016 BA78
(464510) 2016 BA78 es un asteroide perteneciente al cinturón de asteroides, descubierto el 24 de agosto de 2008 por el equipo Spacewatch desde el Observatorio Nacional de Kitt Peak (Arizona, Estados Unidos).